# Distaxia fraxinea
Distaxia fraxinea là một loài thực vật có mạch trong họ Blechnaceae. Loài này được (Willd.) C. Presl mô tả khoa học đầu tiên năm 1851.